# Liste der Naturdenkmale in Oppenweiler
| Naturdenkmale | Anzahl |
| ------------- | ------ |
| FND           | 8      |
| END           | 6      |
| Gesamt        | 14     |

Die Liste der Naturdenkmale in Oppenweiler nennt die verordneten Naturdenkmale (ND) der im baden-württembergischen Rems-Murr-Kreis liegenden Gemeinde Oppenweiler. In Oppenweiler gibt es insgesamt vierzehn als Naturdenkmal geschützte Objekte, davon acht flächenhafte Naturdenkmale (FND) und sechs Einzelgebilde-Naturdenkmal (END).
Stand: 29. Oktober 2016.

## Flächenhafte Naturdenkmale (FND)
| Name                                    | Bild | Kennung     | Einzelheiten                      | Position | Fläche Hektar | Datum         |
| --------------------------------------- | ---- | ----------- | --------------------------------- | -------- | ------------- | ------------- |
| Alter Steinbruch                        | BW   | 81190530012 | Oppenweiler                       | ⊙        | 1,7           | 23. Aug. 1979 |
| Altwasser der Murr                      | BW   | 81190530005 | Oppenweiler                       | ⊙        | 0,2           | 31. Dez. 1986 |
| Aufschluß des Muschelkalks              | BW   | 81190530008 | Oppenweiler                       | ⊙        | 0,5           | 31. Dez. 1986 |
| Doline mit Bachlauf und Bachschwinde    | BW   | 81190530007 | Oppenweiler                       | ⊙        | 0,9           | 31. Dez. 1986 |
| Feuchtgebiet des Hirtenbachtals         | BW   | 81190530002 | Oppenweiler                       | ⊙        | 0,9           | 31. Dez. 1986 |
| Feuchtgebiet Kübelau                    | BW   | 81190750010 | Oppenweiler, Sulzbach an der Murr | ⊙        | 1,5           | 31. Dez. 1986 |
| Feuchtgebiete des hinteren Rohrbachtals | BW   | 81190530001 | Oppenweiler                       | ⊙        | 3,6           | 31. Dez. 1986 |
| Feuchtwiese und Auwald                  | BW   | 81190530003 | Oppenweiler                       | ⊙        | 2,8           | 31. Dez. 1986 |
| Legende für Naturdenkmal                |      |             |                                   |          |               |               |

## Einzelgebilde (END)
| Name                     | Bild | Kennung     | Einzelheiten | Position | Fläche Hektar | Datum         |
| ------------------------ | ---- | ----------- | ------------ | -------- | ------------- | ------------- |
| Bucheiche                |      | 81190530009 | Oppenweiler  | ⊙        | 0,0           | 23. Aug. 1979 |
| Friedenslinde            | BW   | 81190530013 | Oppenweiler  | ⊙        | 0,0           | 23. Aug. 1979 |
| Rotbuche                 | BW   | 81190530010 | Oppenweiler  | ⊙        | 0,0           | 23. Aug. 1979 |
| Vielstämmige Weide       | BW   | 81190530004 | Oppenweiler  | ⊙        | 0,0           | 31. Dez. 1986 |
| Wellingtonie             | BW   | 81190530011 | Oppenweiler  | ⊙        | 0,0           | 23. Aug. 1979 |
| Zwei Dorflinden          |      | 81190530006 | Oppenweiler  | ⊙        | 0,0           | 31. Dez. 1986 |
| Legende für Naturdenkmal |      |             |              |          |               |               |

## Ehemalige Naturdenkmale
| Name                     | Bild | Kennung | Einzelheiten | Position | Fläche Hektar | Datum         |
| ------------------------ | ---- | ------- | ------------ | -------- | ------------- | ------------- |
| Ulme                     |      |         | Oppenweiler  | ???      | 0,0           | 23. Aug. 1979 |
| Legende für Naturdenkmal |      |         |              |          |               |               |